# Provincia de El Kelaa des Sraghna
La provincia de El Kelaa des Sraghna es una de las provincias de Marruecos, parte de la región de Marrakech-Safí. Tiene una superficie de 1.007 km² y 754.705 habitantes censados en 2004.

## División administrativa
La provincia de El Kelaa des Sraghna consta de 5 municipios y 62 comunas:

### Municipios
- Ben Guerir
- El Kelaa des Sraghna
- Laattaouia
- Sidi Rahhal
- Tamallalt

### Comunas
| - Ait Hammou - Ait Taleb - Akarma - Assahrij - Bouchane - Bourrous - Bouya Omar - Choara - Chtaiba - Dzouz - Eddachra - El Aamria - El Marbouh - Errafiaya - Fraita - Hiadna | - Jaafra - Jaidate - Jbiel - Jouala - Laatamna - Laattaouia Ech-Chaybia - Labrikiyne - Lamharra - Loued Lakhdar - Lounasda - Mayate - M'Zem Sanhaja - Nzalat Laadam - Ouatgui - Oulad Aamer - Oulad Aamer Tizmarine | - Oulad Aarrad - Oulad Bouali Loued - Oulad Cherki - Oulad El Garne - Oulad Hassoune Hamri - Oulad Imloul - Oulad Khallouf - Oulad Massaoud - Oulad Msabbel - Oulad Sbih - Oulad Yaacoub - Oulad Zarrad - Ras Ain Rhamna - Sidi Abdallah - Sidi Aissa Ben Slimane | - Sidi Ali Labrahla - Sidi Bou Othmane - Sidi Boubker - Sidi El Hattab - Sidi Ghanem - Sidi Mansour - Sidi Moussa - Skhour Rhamna - Skoura Lhadra - Sour El Aaz - Taouzint - Tlauh - Zemrane - Zemrane Charqia - Znada |